# Шеффлер, Йоханнес
Йоханнес Шеффлер (нем. Johannes Scheffler; 22 сентября 1879, Эйленбург — 23 августа 1944, Дрезден) — немецкий экономист, профессор в Дрезденском техническом университете; член НСДАП (1937).

## Биография
Йоханнес Шеффлер родился 22 сентября 1879 года в Эйленбурге; после окончания средней школы «Landesschule Pforta» в Наумбурге (Заале) в 1899 году он стал изучать бизнес-администрирование, экономику и банковскую деятельность в Берлинском, а с 1906 года — в Страсбургском университетах. В 1910 году он перешел в Вроцлавский университет. В 1913 году Шеффлер написал и защитил диссертацию — стал кандидатом экономических наук в Страсбурге и кандидатом юридических наук в Лейпциге. В 1925 году он стал доктором наук, защитив диссертацию в Техническом университете Дрездена.
После периода работы в качестве приват-доцента по банковскому делу, в 1930 году Шеффлер Йоханнес стал экстраординарным профессором Дрезденского университета — преподавал там до своей смерти. 11 ноября 1933 года Шеффлер был среди более 900 ученых и преподавателей немецких университетов и вузов, подписавших «Заявление профессоров о поддержке Адольфа Гитлера и национал-социалистического государства». В 1937 году он вступил в НСДАП, а затем стал членом совета Рейхсбанка. Скончался 23 августа 1944 года в Дрездене.

## Работы
- Das Geldwesen der Vereinigten Staaten von Amerika im 19. Jahrhundert vom Standpunkte des Staates im Überblick dargestellt. Straßburg: Trübner, 1908. (Digitalisierte Ausgabe unter: urn: nbn: de: s2w-8129)
- Die Bank von Italien: ihre Einrichtung, Organisation und Tätigkeit, Jahrbuch für Gesetzgebung, Verwaltung und Volkswirtschaft im Deutschen Reich.- Leipzig: Duncker & Humblot, ISSN 1619-6260, ZDB-ID 63733. — Vol. 36.1912, p. 169—233 (1912)
- Der englische Crossed Cheque und der deutsche Verrechnungsscheck., Leipzig 1913